# Georg Karo
Georg Heinrich Karo (* 11. Januar 1872 in Venedig; † 12. November 1963 in Freiburg im Breisgau) war ein deutscher Klassischer Archäologe.

Georg Karo war jüdischer Herkunft, aber evangelisch getauft. Er wurde zunächst in Florenz von Privatlehrern (darunter Carl Schuchhardt) unterrichtet, besuchte dann das Berthold-Gymnasium Freiburg und begann 1890 ein Studium der Klassischen Philologie und Archäologie in München. 1892 wechselte er an die Universität Bonn, wo Georg Loeschcke sein Lehrer wurde, bei dem er 1896 mit der Arbeit De arte vascularia antiquissima quaestiones promoviert wurde. In den folgenden Jahren reiste Karo durch den Mittelmeerraum und habilitierte sich 1902 wiederum in Bonn.
Ab 1905 war er am Deutschen Archäologischen Institut, Abteilung Athen, tätig, zunächst als zweiter Direktor („Sekretär“), ab 1910 als erster Direktor (bis 1919). Karo wurde 1920 als Nachfolger Carl Roberts Professor an der Universität Halle, bis er 1930 wieder als Direktor des DAI nach Athen ging. Wegen seiner jüdischen Herkunft wurde er 1936 entlassen, lebte zunächst in München und emigrierte 1939 in die USA. Dort lehrte er unter anderem am Claremont College sowie 1941 und 1942 als Martin Lecturer am Oberlin College. Nach seiner Rückkehr nach Deutschland lebte Karo ab 1953 in Freiburg, wo ihn die Universität 1954 zum Honorarprofessor ernannte. 1952 erhielt er das Große Verdienstkreuz mit Stern der Bundesrepublik Deutschland.
Karo beschäftigte sich unter anderem mit dem Einfluss der orientalischen Kulturen auf die griechische und die etruskische Kunst sowie mit der minoischen und der mykenischen Kultur. Er leitete die Grabungen des DAI in Tiryns und wertete Heinrich Schliemanns Funde aus den Schachtgräbern in Mykene wissenschaftlich aus.
Georg Karo war mit Helene Wenck (* 1889) verheiratet, einer Tochter des Historikers Karl Wenck.

## Schriften (Auswahl)
- De arte vascularia antiquissima quaestiones. Dissertation Bonn 1896 (Digitalisat)
- Führer durch die Ruinen von Tiryns. Athen 1915
- Die Schachtgräber von Mykenai, 2 Bände, 1930/33
- Führer durch Tiryns. Athen 1934
- Greek Personality in Archaic Sculpture, 1948
- 50 Jahre aus dem Leben eines Archäologen. Baden-Baden 1959 (Lebenserinnerungen)
- Greifen am Thron. Erinnerungen an Knossos. Baden-Baden 1959